# Породи декоративних кроликів
Сьогодні налічується більше шістдесяти різних порід декоративних кроликів, що відрізняються типом хутра, розміром і метою розведення. Більшість порід виводилися з аматорською, спортивною чи декоративною метою.
Основна та головна відмітна риса карликових кроликів — це їхні маленькі розміри.

## Гермелин
Гермелин буває тільки одного кольору: білого. У гермелинів велика, кругла голова, великі очі й короткі стоячі вуха 5 - 5,5 см. Відмінна риса породи це дуже щільне й густе хутро. Передні ноги короткі й міцні. Очі червоні або сині. Вага 1000-1200 гр.

## Кольоровий карлик
Кольоровий карлик –– це кролик зі стоячими вушками.
Вага кроликів цієї породи коливається в межах від 800 грамів до 1.5 кг.
Кольорових карликових кроликів більше 20 різних відтінків: російський, сіамський, блакитний і шоколадний мардери, шиншиловий, сірий, чорний, блакитний, тюрингенський, вогненний (чорний і шоколадний), білоостевий (чорний, шоколадний і блакитний), білячий, хотот, гавана, «рен», японський, голландський, сріблястий (чорний), люкс.
Ці кролики не вимагають спеціального догляду за шерстю, на відміну від довгошерстих кроликів. Якщо ви хочете завести дуже маленького, смішного, активного й гарного кролика, то вам підійде кольоровий карлик.

## Ангорський
Ангорський. Хутро в кровопивців цієї породи дуже тонка й м'яка, її довжина на тілі може досягати 20 см.
Сам кролик виглядає дуже екзотично, не кожний і зрозуміє, що це за тварина.  Вага ангорських кроликів звичайно коливається від 1 до 1.6 кг.
Врахуйте, що купуючи ангорського кролика Вам доведеться ретельно доглядати за його шерсткою, регулярно розчісувати і якщо буде потреба вистригати хутро, що звалялося.
Якщо ж Ви знаєте, що не зможете приділяти хутру Вашого кролика час, Вам краще придбати кролика з коротшим хутром, яке не має потреби в настільки ретельному догляді.
Лисячий. Це дрібні кролики (вага від 800 г до 1.5 кг) з довгим хутром по всьому тілу й гладенькому на голові. Довге хутро є відносно товстим й міцним волоссям. Довжина волосся від 3.5 до 7 см, іноді більше. 
Найбільш часто зустрічаються такі офарблення: шиншила, гавана, чорний, блакитний, білий червоноокий, білий блакитноокий.

## Левина голівка
Дуже гарні кролики породи левина голівка. Назва цієї породи говорить саме за себе. 
Кролики нагадують маленьких левів. На їхній мордочці є грива, через що голова виглядає великою, що й надає кроликам цієї породи дуже симпатичний вигляд. На тілі хутро коротке (хоча зустрічаються різновиди й з довгим хутром на боках). 
Догляд за хутром, на відміну від ангорської породи, мінімальний, грива майже не скочується.

## Рекс
Рекс. Ці кролики покриті дуже коротким оксамитовим хутром. На вигляд вони як плюшеві. Бувають різного офарблення: коричневі ("кастор-рекс"), яскраво-руді, чорні, світлі із плямами й навіть білі. 
У ранньому віці відрізнити рекса від кроликів інших порід можна тільки по вусам. У них вони набагато коротше, ніж у нормальноволосяних кроликів.
Рекси відрізняються витонченністю, голова в них зазвичай легка, відносно вузька, а вуха довші, ніж у кольорових карликів. 
Все тіло виглядає легким. Розмір трохи більше, ніж у кольорових карликів, вони можуть важити до 1.6 кг. 

## Кролики-барани
Оригінально виглядають капловухі кролики-барани. Із всіх інших порід ці особини найручніші й нелякливі, швидше за інших звикають до людей. Не виключено, що одна із причин криється в тому, що через свої висячі вуха кролики чують гірше, ніж їхній родичі зі стоячими вухами, і тому не лякаються кожного звуку.
Тваринки даної породи трохи більше інших карликів. 
Їхня вага коливається в межах. 1,5-3 кг. Вони також не мають потреби в особливому догляді за хутром й завдяки своїй спокійній, нелякливій вдачі дуже добре дружать із дітьми. 
Розрізняють німецьких, англійських, французьких і великих капловухих кроликів. Хутро густе, найпоширенішими офарбленнями є чорний, білий, сірий, блакитний, коричневий і жовтий. Кролики-Барани досить плідні, можлива поява до 6 кроленят.
 
Найпопулярніша порода кроликів цього різновиду — голландський карликовий капловухий кролик.
Вуха капловухих кроликів дотепер є об'єктом пильної уваги заводчиків, тому що часті випадки народження кроленяти зі стоячими або напівлежачими вухами (одне вухо стоїть, інше лежить). 
Вуха в голландських карликових кроликів падають не відразу з народження: процес триває від 4 до 12 тижнів. Для даної породи кроликів допускаються всі можливі офарблення. Характер їх спокійний і дружелюбний. Оптимальна вага — приблизно 1,5 кг.